# Śnieżka (film 2025)
Śnieżka (ang. Snow White) – amerykański film fantasy z 2025 roku w reżyserii Marca Webba podst. niemieckiej baśni ludowej Królewna Śnieżka w opracowaniu braci Grimm. Remake filmu animowanego Królewna Śnieżka i siedmiu krasnoludków (1937).

## Obsada
| Postać               | Aktor                       | Polski dubbing           |
| -------------------- | --------------------------- | ------------------------ |
| królewna Śnieżka     | Rachel Zegler               | Katarzyna Sawczuk        |
| Zła Królowa          | Gal Gadot                   | Julia Kijowska (dialogi) |
| Zła Królowa          | Gal Gadot                   | Ewa Prus (śpiew)         |
| Mędrek               | Jonathan Bourne             | Krzysztof Dracz          |
| Mędrek               | Jeremy Swift (głos)         | Krzysztof Dracz          |
| Gburek               | Omari Bernard               | Marcin Daniec            |
| Gburek               | Martin Klebba (głos)        | Marcin Daniec            |
| Gapcio               | Jaih Betote                 | Ralph Kaminski           |
| Gapcio               | Andrew Barth Feldman (głos) | Ralph Kaminski           |
| Wesołek              | David Birch                 | Zbigniew Zamachowski     |
| Wesołek              | George Salazar (głos)       | Zbigniew Zamachowski     |
| Nieśmiałek           | Leah Haile                  | Mateusz Damięcki         |
| Nieśmiałek           | Tituss Burgess (głos)       | Mateusz Damięcki         |
| Apsik                | Dominic Owen                | Cezary Pazura            |
| Apsik                | Jason Kravits (głos)        | Cezary Pazura            |
| Śpioszek             | Sandy Foster                | Damian Ukeje             |
| Śpioszek             | Andy Grotelueschen (głos)   | Damian Ukeje             |
| Jonathan             | Andrew Burnap               | Mikołaj Śliwa            |
| Magiczne Zwierciadło | Patrick Page (głos)         | Jan Frycz                |
| łowczy               | Ansu Kabia                  | Mariusz Zaniewski        |
| Maple                | Dujonna Gift                | brak danych              |
| Farno                | Colin Michael Carmichael    | brak danych              |
| Quigg                | George Appleby              | Mirosław Haniszewski     |
| Scythe               | Samuel Baxter               | brak danych              |
| Finch                | Jimmy Johnston              | brak danych              |
| Bingley              | Idriss Kargbo               | brak danych              |
| Norwich              | Jaih Betote                 | brak danych              |
| Narrator             | Andrew Barth Feldman (głos) | brak danych              |

## Produkcja

### Przygotowanie
31 października 2016 roku „The Hollywood Reporter” poinformował, że Walt Disney Pictures pracuje nad aktorską wersją Królewny Śnieżki i siedmiu krasnoludków (1937) i głównym producentem został Marc Platt, zagorzały fan oryginalnego filmu, a Erin Cressida Wilson prowadzi rozmowy w sprawie napisania scenariusza. Callum McDougall, w ramach swojej trzeciej współpracy producenckiej z Disneyem i Plattem, pełnił funkcję producenta wykonawczego. 30 maja 2019 roku pojawiła się informacja, że Marc Webb prowadzi rozmowy w sprawie wyreżyserowania filmu. W listopadzie 2021 roku pojawiły się doniesienia, że Greta Gerwig będzie współautorką scenariusza. Gurinder Chadha również była brana pod uwagę do tej pracy.

### Casting
Obsadzenie latynoskiej aktorki Rachel Zegler w roli królewny Śnieżki spotkało się z krytyką, ponieważ w oryginalnym materiale postać ta została opisana jako osoba o skórze „białej jak śnieg”. Zegler odpowiedziała na komentarze w styczniu 2022 roku, mówiąc, że Śnieżka jest popularna w krajach hiszpańskojęzycznych, a obsadzanie Latynoski w takiej roli jest rzadkością, dlatego była dumna z obsadzenia jej w tej roli. Meksykańskiemu wydaniu „Vogue’a” powiedziała z kolei, że tak skrajne reakcje i protesty ludzi na jej angaż woli raczej interpretować jako wyraz wielkiej miłości dla oryginału: „To wielki honor być częścią czegoś, co widownia odbiera z tak ogromną pasją. Nie uda się nam zadowolić wszystkich, ale staramy się wywiązać z naszego zadania najlepiej, jak tylko się da”. W sierpniu 2023 roku ujawniono, że inna latynoska aktorka, Renata Vaca, była jedną z dwóch finalistek castingu do roli królewny Śnieżki. Vaca oświadczyła, że casting do roli Królewny Śnieżki był „otwarty dla wszystkich grup etnicznych” i że pierwsza faza przesłuchań polegała na zaśpiewaniu piosenki o księżniczkach Disneya. W październiku 2024 roku Zegler ujawniła, że w filmie bohaterka otrzyma imię Śnieżka, ponieważ ona i jej rodzice przetrwali śnieżycę, co ma przypominać jej o jej odporności. Według Zegler był to wątek fabularny wykorzystany w innej wersji baśni.

### Zdjęcia
W lipcu 2023 roku brytyjski dziennik „Daily Mail” opublikował zdjęcia z planu, na którym ujawniono grupę siedmiu postaci towarzyszących Śnieżce, wśród których była tylko jedna osoba z karłowatością. Wywołało to debaty na temat poprawności politycznej, jak i potencjalnej utraty ról przez aktorów z karłowatością. Początkowo Disney zaprzeczał autentyczności wyciekłych zdjęć, ale później dział PR wytwórni później potwierdził ich prawdziwość, zapewniając, że nie są oficjalnymi zdjęciami. „Daily Mail” twierdził początkowo, że na zdjęciach pojawiła się Rachel Zegler. Ostatecznie wyjaśniono, że była to dublerka aktorki. Na zdjęciach pojawił się też dubler Andrew Burnapa, który podobnie jak Zegler nie brał udziału w kręceniu tych scen. W październiku 2023 roku, równocześnie z ogłoszeniem opóźnienia premiery filmu, Disney ujawnił pierwsze zdjęcie z filmu, na którym widać siedmiu krasnoludków – wszystkie te postacie zostały stworzone komputerowo i wyglądały podobnie do tych z filmu z 1937 roku.

## Wydanie
Podczas prezentacji D23 Expo 2022 ogłoszono, że Śnieżka ukaże się w 2024 roku. 15 września 2022 roku ogłoszono, że premiera filmu odbędzie się 22 marca 2024 roku. Jednak w październiku 2023 r. premierę filmu opóźniono o rok, do 21 marca 2025 roku, a jako powód opóźnienia podano strajk SAG-AFTRA z 2023 roku. W kinach film będzie można oglądać także w systemach IMAX 2D i 3D, Dolby Cinema, 4DX, ScreenX i D-Box. Oficjalna premiera w Stanach Zjednoczonych została zaplanowana na 15 marca 2025 roku w kinie El Capitan Theatre w Hollywood. W Polsce kinowa premiera filmu przypadnie na 21 marca tego samego roku.
Europejska premiera odbyła się 12 marca 2025 roku w hiszpańskim zamku Alkazar w Segowii, który posłużył za inspirację dla zamku w animowanym oryginale, aby nadać filmowi bardziej wyszukany charakter w „bajkowym” miejscu. W związku z wieloma atakami ze strony widowni i kontrowersjami wokół Zegler, Disney zdecydował się na odwołanie europejskiej premiery w Londynie i przeprowadzenie premiery w Hollywood bez udziału dziennikarzy i widzów. Podsyciło to spekulacje, że Disney próbuje uchronić gwiazdy filmu przed potencjalną reakcją, jak i próbuje uniknąć pytań o diametralnie przeciwne poglądy polityczne Zegler i Gadot ws. konfliktu izraelsko-palestyńskiego. Martin Klebba w rozmowie z TMZ wyraził swoje rozczarowanie decyzją Disneya o ograniczeniu rozmachu amerykańskiej premiery: „Doszliśmy do punktu, w którym ludzie ciężko pracują nad filmem, a z powodu różnicy poglądów kilku osób musimy zmieniać najprzyjemniejsze aspekty tworzenia, takie jak premiery. Trochę mnie to smuci, ale rozumiem. Disney to jedna z najlepszych wytwórni wszech czasów i musi być ostrożny w dzisiejszych czasach” – stwierdził Klebba.
W Libanie decyzją ministra spraw wewnętrznych, Ahmada Al-Hajjara film został zakazany z powodu występującej w nim Gal Gadot, która z powodu izraelskiego od dawna jest bojkotowana w Libanie i filmy z jej udziałem nie pojawiają się w tamtejszych kinach.

## Odbiór
W weekend otwarcia, Śnieżka osiągnęła 43 miliony dolarów na rynku krajowym oraz 87,3 miliona dolarów na świecie, co według ekspertów stanowi rozczarowujący rezultat dla produkcji o budżecie 270 milionów dolarów. Śnieżka najlepiej poradziła sobie w krajach Ameryki Łacińskiej będąc numerem jeden, ale gorzej w Europie. Z kolei w Azji film przyjął się słabo. W Chinach zajął siódme miejsce, zaś w Korei Południowej, gdzie disnejowskie produkcje są zazwyczaj dobrze przyjmowane, zajął trzecie miejsce. W Japonii Śnieżka przegrała nie tylko z lokalną produkcją, ale również z hollywoodzkim musicalem Wicked (2024). Aktualnie najlepsze wyniki na świecie Śnieżka uzyskała w: Wielkiej Brytanii (5,1 mln dolarów), Meksyku (4,1 mln), Włoszech (4,0 mln), Francji (3,0 mln) oraz Hiszpanii (2,6 mln).
Z uwagi na to, że Śnieżka nie miała mocnych rywali, zakładano, że utrzyma pozycję lidera w amerykańskim box office. Jednak w drugim weekendzie wyświetlania pokonał ją Fachowiec (2025), zajmując pierwsze miejsce i odnotowując wynik 15,2 mln dolarów. Śnieżka z wynikiem 14,2 mln dol. znalazła się na drugim miejscu, tracąc aż 66 procent dochodów z premiery. Po 10 dniach wpływy w Stanach Zjednoczonych wyniosły 66 mln dolarów, co stanowiło kwotę jest bardzo daleka od zadowalającej, z powodów kosztów produkcji. Budżet pierwotnie szacowano na 270 milionów dolarów, ale wkrótce poinformowano, że miał on wynieść 350 milionów dolarów. W tym czasie zrobiła 22,1 milionów dolarów z 51 rynków zagranicznych, co podniosło łączny globalny wynik do 143,1 milionów dolarów. Szacuje się, że przy takich spadkach nie ma szans, by osiągnąć ponad 500 milionów dolarów, czyli próg opłacalności produkcji.
W artykule „Variety” z marca 2025 roku zdaniem anonimowych źródeł związanych z The Walt Disney Company Zegler była odpowiedzialna za klapę finansową filmu. Kierownictwo Disneya ponoć wiedziało, że będą problemy, kiedy pojawiły krytyczne wypowiedzi Zegler nt. oryginalnej animacji, jednak nie zareagowano, ponoć w obawie, że powtórzy się sytuacja z zawodniczką mieszanych sztuk walki i aktorką Giną Carano, która po zwolnieniu z serialu The Mandalorian za wypowiedzi w mediach społecznościowych pozwała Disney za łamanie prawa o wolności słowa. Za to Zegler znalazła się na celowniku fanów klasycznej animacji.
12 sierpnia 2024 roku, trzy dni po zaprezentowaniu przez Rachel Zegler na wydarzeniu D23 pierwszego oficjalnego zwiastuna Śnieżki aktorka podziękowała swoim zwolennikom w serwisie X za osiągnięcie 120 milionów wyświetleń zwiastuna w ciągu 24 godzin. Minutę później dodała w tym samym wątku: „i zawsze pamiętajcie, wolna Palestyna”. Miało to wzbudzić szok wśród przedstawicieli studia, którzy nie spodziewali się, że młoda aktorka wplącze we wszystko kwestie polityczne. Przedstawiciele Disneya interweniowali wtedy u ludzi Zegler, a producent Marc Platt specjalnie przyleciał do Nowego Jorku, by osobiście porozmawiać z aktorką. Mimo to Zegler pozostała nieugięta i nie usunęła postu. Podobno post Zegler miał wywołał kampanię nienawiści wobec pochodzącej z Izraela Gal Gadot, byłej Miss Izraela i żołnierki Sił Obronnych Izraela i wobec gróźb śmierci, Disney musiał zaangażować dla niej ochroniarza. Jak powiedział jeden z anonimowych rozmówców portalowi Variety: „Nie rozumiała, jakie konsekwencje dla filmu, Gal Gadot i nas wszystkich miały jej słowa”. Aktor Jonah Platt, syn Platta, w komentarzu na Instagramie, który później usunął, wytknął Zegler narcyzm i to, że to przez jej działania film nie zarobił: „Dziesiątki tysięcy osób pracowało nad tym filmem, a ona przejęła dyskusję na własne niedojrzałe potrzeby, narażając na ryzyko wszystkich kolegów, ekipę oraz pracowników fizycznych, których przyszłość zależy od sukcesu tej produkcji”.
Z tezami nie zgadza się filmowczyni i dziennikarka B.J. Colangelo z portalu SlashFilm. Zauważa, że angielskie aktorki Lily James i Emma Watson, obsadzone w głównych rolach kobiecych kolejno w Kopciuszku (2015) i Pięknej i Bestii (2017), chwaliły unowocześnienia wprowadzone do oryginalnych historii i nie spotkały ze zmasowaną krytyką jak Zegler: „A jednak to właśnie Rachel Zegler (podobnie jak Halle Bailey w Małej Syrence przed nią) została rzucona na pożarcie bigotom za to, że ośmieliła się powiedzieć, iż film nakręcony jeszcze w czasach Kodeksu Haysa jest przestarzały”. Krytykowała też podwójne standardy Disneya z związku zatrudnieniem ochrony Gadot, stwierdzając że nie wiadomo, czy podobna ochrona została zapewniona Zegler w związku z nękaniem, którego doświadczyła i nie mającej komfortu w postaci odosobnionej rezydencji w Hollywood Hills.
Artykuł „Variety” wywołał falę wsparcia dla Rachel Zegler w mediach społecznościowych. Na platformie X jeden z jej zwolenników stwierdził, że aktorka, odmawiając usunięcia swojego wpisu o wolnej Palestynie, wykazała się „większym kręgosłupem i integralnością w wieku 23 lat niż 99% wpływowych ludzi w tym kraju”. Meksykańska aktorka i piosenkarka Melissa Barrera, która została zwolniona z Krzyk 7 (2026) za swoje pro-palestyńskie posty w mediach społecznościowych, również stanęła w obronie Zegler. Na swoim Instagramie udostępniła wpis, w którym napisano, że Zegler jest „niesamowicie fajna i pełna integralności”.

### Wpływ na inne produkcje
W następstwie krytycznych opinii i niezadawalających wyników finansowych Śnieżki, w kwietniu 2025 roku produkcja aktorskiej wersji filmu Zaplątani (2010) została wstrzymana przez Disneya na czas nieokreślony.

## Kontrowersje
W styczniu 2022 roku niskorosły aktor Peter Dinklage na łamach podcastu Maca Marona, skomentował, że aktorski remake Królewny Śnieżki jako opowiadający „zacofaną historię” i ograniczający swą postępowość jedynie do roli Śnieżki:
Bez urazy, ale byłem trochę zaskoczony, kiedyś twórcy byli bardzo dumni, że obsadzili latynoską aktorkę w roli Królewny Śnieżki. (...) Popatrzcie na to z perspektywy i zastanówcie się, co robicie. To nie ma dla mnie sensu. Z jednej strony jesteście postępowi, ale z drugiej znowu opowiadacie tę cholerną zacofaną historię o siedmiu krasnoludkach, żyjących razem w jaskini (…). Czy nie wypowiedziałem się wystarczająco dosadnie? Chyba jednak nie jestem wystarczająco głośny. Szanuję aktorkę i wszystkich, którzy myśleli, że postąpią właściwie. Ale moje pytanie wciąż brzmi: Co wy robicie?
Wielu innych celebrytów cierpiących na karłowatość, jak Hornswoggle, Jeff Brooks i Katrina Kemp, zareagowało negatywnie na komentarze Dinklage’a odnośnie oryginału, uważając, że wypowiadał się on w ich imieniu w sposób nieuprawniony, przez co stracili role.
Disney zapewniał w odpowiedzi na zarzuty aktora, że kwestia przedstawiania wizerunku niskorosłych była przedmiotem konsultacji z przedstawicielami tej społeczności:
Aby uniknąć utrwalania stereotypów zawartych w oryginalnym filmie animowanym, przyjmujemy inne podejście wobec tych siedmiu postaci i konsultujemy się z członkami społeczności związanej z karłowatością. Z przyjemnością podzielimy się dalszymi informacjami w miarę postępów produkcyjnych filmu, który nastąpi po długotrwałym okresie przygotowawczym.
Twórcy postanowili, że postacie krasnoludków zostaną wygenerowane komputerowo, co wywołało jeszcze większe kontrowersje i spotkało się ze zdecydowaną krytyką środowiska osób niskorosłych. Pojawiły się doniesienia, że wszystkie krasnoludki zagrał ten sam aktor w postaci niskorosłego Martina Klebby w specjalnym kostiumie motion-capture. Hornswoggle skrytykował decyzję i zarzucił fasadową progresywność:
Są aktorzy, którzy marzą, by znaleźć się w tak ogromnej produkcji. To są role stworzone dla osób takich jak ja. My innych ról nie dostajemy – nigdy nie będę grał tego samego, co George Clooney. Okazuje się, że nawet ról stworzonych dla takich jak ja, nie dostajemy. Myślę, że to nie jest w porządku. Oni potrzebowaliby też dublerów, więc mówimy o kilkunastu osobach, które zostały pozbawione swojej szansy. Z jakiego powodu? To tacy jesteśmy progresywni? To jest siedem odrębnych postaci, idealnych dla siedmiu aktorów. Naprawdę myślę, że to nie w porządku.
Brytyjski kulturysta i performer z karłowatością, Choon Tan, wyznał w rozmowie z „Daily Mail”, że poczuł dyskryminowany decyzją wytwórni: „Disney zbyt mocno stara się być poprawny politycznie, ale w ten sposób niszczy nasze kariery i możliwości. Naprawdę nie ma nic złego w obsadzaniu kogoś z karłowatością w roli karła przy każdej nadarzającej się okazji. Tak długo, jak jesteśmy traktowani na równi i z szacunkiem, zazwyczaj jesteśmy bardziej niż szczęśliwi, mogąc przyjąć każdą rolę aktorską, która jest dla nas odpowiednia. Ponadto jest to również okazja dla małych dzieci, aby zobaczyć kogoś z karłowatością, której być może nigdy wcześniej nie widziały. Krasnoludki zostały zastąpione obrazem stworzonym przez komputer. Co to o nas mówi? Lepiej usunąć nas ze znanego na całym świecie tytułu Disneya, niż dać nam szansę na stworzenie pozytywnego i zabawnego filmu” – stwierdził w wywiadzie.
Decyzja ta nie spodobała się Jasonowi Acuñie, niskorosłemu kaskaderowi, który w wywiadzie z TMZ i w jednym z wideo na TikToku zauważył, że takie decyzje odbierają miejsca pracy niskorosłym aktorom: „Zastępujecie prace, które ludzie mogliby mieć, małymi ludźmi. Królewna Śnieżka i siedmiu krasnoludków, to dla krasnoludków. Dlaczego zatrudniacie Królewnę Śnieżkę i siedmiu przeciętnych ludzi?”
Rachel Zegler wywołała dodatkowa falę oburzenia, wielokrotnie krytykując oryginalną animację z 1937 roku, co wielu fanów odczytało jako atak na jedną z najbardziej uwielbianych klasycznych animacji. Zarzucała animacji, że jest stara i potrzebuje odświeżenia, aby nadać postaci „funkcję wykraczającą poza „Someday My Prince Will Come”: „Nie zostanie uratowana przez księcia i nie będzie marzyć o prawdziwej miłości. Marzy o zostaniu przywódczynią, którą wie, że może być i przywódczynią, którą jej zmarły ojciec powiedział jej, że może być, jeśli będzie nieustraszona, uczciwa, odważna i szczera”.
Kontrowersje te skłoniły konserwatywną firmę medialną The Daily Wire do ogłoszenia własnej adaptacji oryginalnej baśni z udziałem żywych aktorów, zatytułowanej Snow White and the Evil Queen, której premiera zaplanowana jest na 2025 rok. Ma ona konkurować z wersją Disneya. W roli głównej obsadzona została znana z konserwatywnych poglądów youtuberka Brett Cooper.
Gal Gadot, wcielająca się w Złą Królową, stała się przedmiotem wielu dyskusji w mediach społecznościowych ze względu na swoje proizraelskie stanowisko w konflikcie izraelsko-palestyńskim. Kwestia ta zyskała jeszcze większą uwagę, gdy Zegler niedawno wspierała w mediach społecznościowych Palestynę.
W listopadzie 2024 roku zwolennicy MAGA wezwali do bojkotu filmu po tym, jak Zegler zamieściła wpis o treści „Pieprzyć Donalda Trumpa” i skrytykowała tych, którzy głosowali za jego ponownym wyborem. Zegler później publicznie przeprosiła, mówiąc, że nie miała złych intencji w swoim przesłaniu, wzywając jednocześnie do pokoju: „Pozwoliłam, aby emocje wzięły górę. Nienawiść i gniew sprawiły, że coraz bardziej oddalamy się od pokoju i zrozumienia, i przepraszam, że przyczyniłam się do negatywnego dyskursu. Ten tydzień był emocjonalny dla wielu z nas, ale stanowczo wierzę, że każdy ma prawo do swojej opinii, nawet jeśli różni się ona od mojej. Jestem zobowiązana do pozytywnego wkładu w lepsze jutro”. Jak ujawnił artykuł „Variety” z marca 2025 roku to był efekt większych nacisków ze strony Disneya, który wcześniej unikał działań w sprawie wcześniejszych wypowiedziach Zegler. Studio wymusiło na niej współpracę ze specjalistą od mediów społecznościowych.